# Khris Davis (attore)
Khris Davis (1985) è un attore statunitense.

## Biografia
Khris Davis è originario di Camden, dove ha frequentato la Creative Arts High School. Nell'autunno del 2005, si è iscritto alla Cheyney University laureandosi con lode nel 2009. Successivamente si è trasferito a Philadelphia per studiare recitazione. Nel 2016, ha fatto il suo debutto sul palcoscenico di New York nella commedia di Marco Ramirez The Royale al Lincoln Theatre.
Ha ricevuto numerosi premi, tra cui il Clive Barnes Award for Theater, un Obie Award, il Theatre World Award e un Drama Desk Award.
Nel 2022 nel film biografico Big George Foreman di George Tillman Jr., Davis è stato scelto per interpretare il ruolo principale del due volte campione dei pesi massimi George Foreman.

## Filmografia

### Cinema
- Detroit, regia di Kathryn Bigelow (2017)
- Summer Night, regia di Joseph Cross (2019)
- Goldie, regia di Sam de Jong (2019)
- Space Jam: New Legends, regia di Malcolm D. Lee (2021)
- Judas and the Black Messiah, regia di Shaka King (2021)
- George Foreman - Cuore da leone (Big George Foreman), regia di George Tillman Jr. (2023)

### Televisione
- Atlanta (2018–2022) 7 episodi - serie TV

## Teatrografia
- The Royale, Lincoln Center Theatre (2016)
- SweatSweat, Broadway (2017)
- Fireflies, Atlantic Theater Company (2018)
- Morte di un commesso viaggiatore (2022)[4]

## Doppiatori italiani
Nelle versioni in italiano delle opere in cui ha recitato, Davis è stato doppiato da:
- Raffaele Carpentieri in Space Jam: New Legends
- Simone Crisari in Judas and the Black Messiah
- Francesco Sechi in George Foreman - Cuore da leone[5]